# Phenilia sanguinolenta
Phenilia sanguinolenta is een zachte koraalsoort uit de familie Ellisellidae. De koraalsoort komt uit het geslacht Phenilia. Phenilia sanguinolenta werd in 1859 voor het eerst wetenschappelijk beschreven door Gray. 